# Desmond Doss
Desmond Thomas Doss (Lynchburg, 7 febbraio 1919 – Piedmont, 23 marzo 2006) è stato un militare statunitense.
È stato il primo di soli tre obiettori di coscienza dell'esercito statunitense ad essere insignito della Medal of Honor, la più alta onorificenza militare statunitense.

## Biografia
Nacque a Lynchburg, in Virginia, il 7 febbraio 1919, figlio di William Thomas Doss, un carpentiere, e Bertha Edward Oliver, una casalinga e calzolaia. Arruolatosi volontariamente nell'Esercito degli Stati Uniti nell'aprile del 1942. La sua intenzione era quella di prestare servizio come soccorritore militare, rifiutandosi di imbracciare qualsiasi tipo di arma in quanto appartenente alla chiesa cristiana avventista del settimo giorno. Nonostante il tremendo trattamento ricevuto da commilitoni e superiori a causa delle sue idee e la minaccia di un processo militare, riuscirà a completare l'addestramento entrando a far parte del personale sanitario militare presso Fort Jackson, in sud Carolina.
Assegnato al 307th reggimento della 77ª Divisione di Fanteria, prestò servizio nel teatro di guerra del Pacifico, combattendo sulle isole di Leyte, Guam e Okinawa. Per le sue azioni sull'isola di Okinawa fu decorato l'11 Novembre 1945 dal Presidente Truman con la Medal of Honor: si distinse per aver soccorso numerosi uomini alla scarpata di Maeda, soprannominata Hacksaw Ridge, restando sul campo di battaglia durante la ritirata del suo reggimento e rischiando la propria vita per presenza del nemico senza aver ricevuto nessun ordine. Rimarrà in seguito ferito alle gambe da una granata e al braccio da un proiettile. Nonostante le sue condizioni, cederà spontaneamente la sua barella per salvare un altro ferito più grave. Il numero esatto dei feriti soccorsi ad Hacksaw Ridge non è certo, sarebbero 100 secondo l'esercito americano e 50 secondo lo stesso Desmond Doss, si è quindi deciso di fare la media per una stima di 75 feriti. Considerando invece la sua intera carriera militare, si stima un numero di circa 300 feriti salvati, compresi alcuni soldati nemici. Nel 1946 venne riformato dall'esercito a causa di una tubercolosi, che gli causò l'asportazione di un polmone nonché perdita dell'udito per effetto collaterale degli antibiotici. Dovette in seguito far fronte a problemi di salute mentale originati dai traumi in battaglia. Restò sempre accanto alla moglie dopo la guerra fino alla morte di lei per un tumore al seno. Si risposò poi con Frances M. Doss, autrice del libro Conscientious Objector, per poi morire il 23 marzo 2006 a Piedmont, in Alabama, a causa di problemi respiratori.

## Cinema e televisione
- Doss è il soggetto del documentario The Conscientious Objector.[9]
- È il protagonista del film, basato sulla sua vita, La battaglia di Hacksaw Ridge diretto da Mel Gibson e con Andrew Garfield nel ruolo di Doss.[10] Nelle sequenze finali del film, appaiono le immagini del vero Desmond Doss durante la cerimonia di conferimento dell'onorificenza e brevi brani di una intervista rilasciata dal soldato Doss nel 2003 nonché dai reali protagonisti salvati dall'impresa di Desmond.

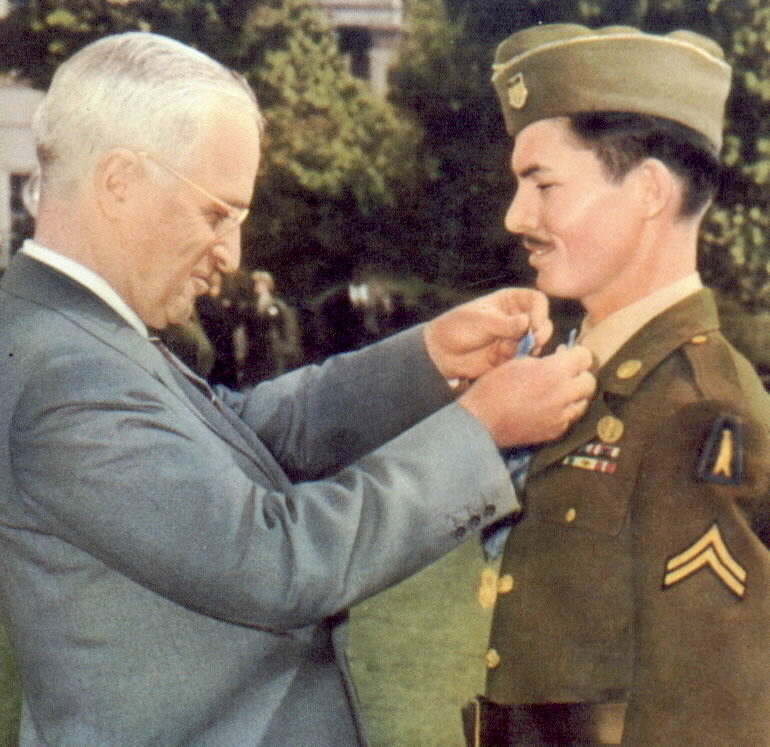
Desmond Doss mentre riceve la medaglia al valore dal presidente Harry Truman.